# 查文德萬塔爾區

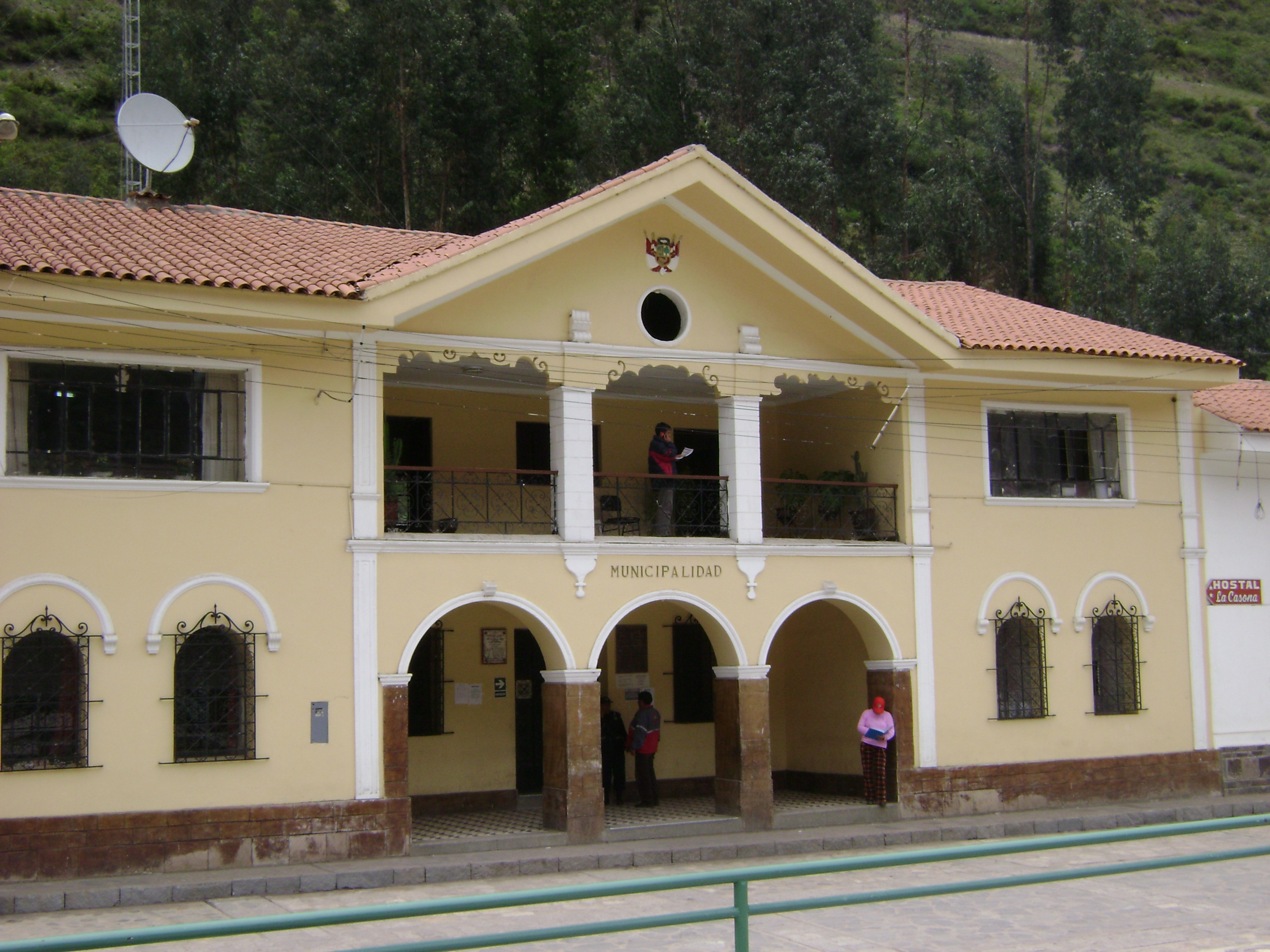

查文德萬塔爾區（西班牙語：Distrito de Chavín de Huántar），是秘魯的一個區，位於該國北部安卡什大區的瓦里省，面積434.13平方公里，海拔高度3,137米，2005年人口8,694，人口密度為每平方公里20人。